# 볼음도
볼음도(乶音島)는 인천광역시 강화군에 있는 섬으로, 면적은 6.36km2이다. 천연기념물 제304호인 은행나무가 있고, 아차도, 말도, 용란도가 딸려 있다. 1999년을 기준으로 284명의 주민이 살고 있다.

## 어항
- 볼음항

## 천연기념물
- 강화 볼음도 은행나무 (천연기념물 제304호)